# Малый Приклон
Малый Приклон — деревня в Меленковском районе Владимирской области России, входит в состав Даниловского сельского поселения.

## География
Деревня расположена в 2 км на запад от райцентра города Меленки.

## История
В конце XIX — начале XX века деревня входила в состав Архангельской волости Меленковского уезда, с 1926 года — в составе Меленковской волости Муромского уезда. В 1859 году в деревне числилось 24 двора, в 1905 году — 38 дворов, в 1926 году — 47 дворов.
С 1929 года деревня входила в состав Большеприклоновского сельсовета в составе Меленковского района, с 2005 года — в составе Даниловского сельского поселения.

## Население
| 1859 | 1905 | 1926 | 2002 | 2010 | 2021 |
| ---- | ---- | ---- | ---- | ---- | ---- |
| 124  | ↗225 | ↗243 | ↘199 | ↗203 | ↘181 |